# Timon (Gattung)
Timon ist eine Gattung aus der Familie der Echten Eidechsen, die mit drei Arten auf der Iberischen Halbinsel, im Süden Frankreichs, im äußersten Nordwesten Italiens, in Marokko, der Westsahara und im nördlichen Algerien und Tunesien vorkommt. Eine weitere Art, die Zagroseidechse (Timon princeps), lebt in der östlichen Türkei, im nordöstlichen Syrien, dem Nordirak und im südwestlichen Iran.

## Merkmale
Timon-Arten besitzen wie die Angehörigen von Lacerta, ihrer Schwestergattung, kräftige und nicht abgeflachte Köpfe und Körper. Sie werden allerdings noch größer und erreichen eine Kopf-Rumpf-Länge von 10 bis 21 cm oder mehr. Männchen werden größer als die Weibchen. Auf der Prämaxillare sitzen normalerweise neun Zähne, auch das Flügelbein ist bezahnt. Der Hemipenis hat kleine hakenförmige Stacheln.
Die Grundfarbe der Timon-Arten ist grün, grau oder braun, die Bauchseite grünlich bis grüngelb oder weißlich, ohne dunkle Fleckung. Auf der Schulterregion und an den Flanken zeigen sich oft blaue Flecke, manchmal mehrere Reihen. Die Farbe der Kehle kann sich von der Bauchfarbe unterscheiden und, je nach Art, gelb, orange, rot oder hellblau sein. Jungtiere besitzen keine leuchtend gefärbten Schwänze.

## Lebensweise

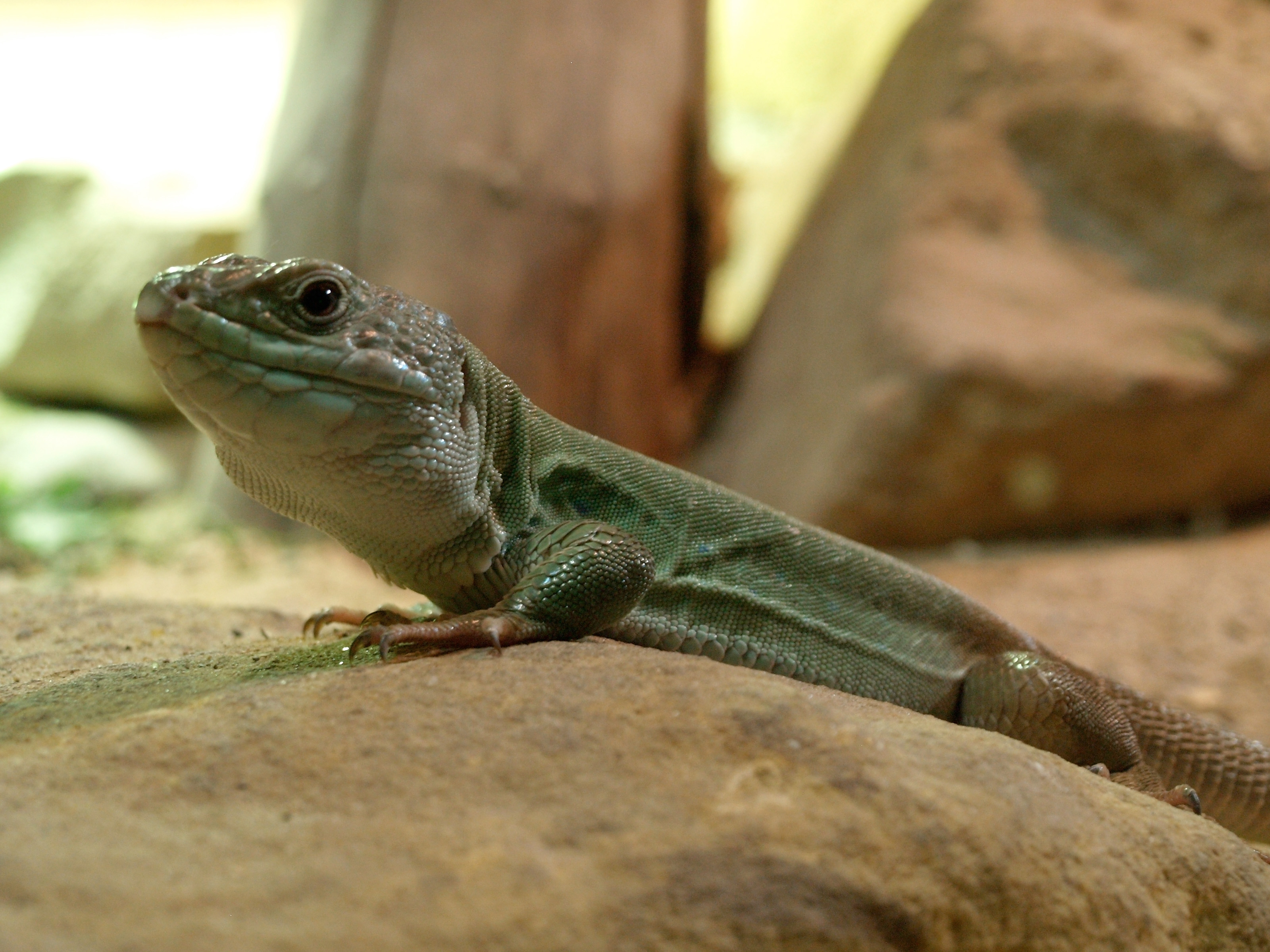
Marokko-Perleidechse (Timon tangitanus)

Timon-Arten bevorzugen Biotope mit buschiger Vegetation und ernähren sich ähnlich wie Lacerta von größeren Beutetieren. Sie sind ovipar, legen also Eier. Während der Paarung verbeißt sich das Männchen in die Flanke des Weibchens. Ein Gelege umfasst 5 bis 22 Eier. Die schlüpfenden Jungeidechsen besitzen große Köpfe und kurze Gliedmaßen und zeigen damit ein Kindchenschema.

## Arten
- Kurdische Zagroseidechse (Timon kurdistanicus (Suchow, 1936))
- Perleidechse (Timon lepidus (Daudin, 1802))
- Betische Perleidechse (Timon nevadensis (Buchholz, 1963))
- Timon pater (Lataste, 1880)
- Zagroseidechse (Timon princeps (Blanford, 1874))
- Marokko-Perleidechse (Timon tangitanus (Boulenger, 1889))